# Monti Kalakanskij
I monti Kalakanskij o  monti del Kalakan (in russo Калаканский хребет?) sono una catena montuosa della Siberia Orientale, in Russia. Si trovano nella parte settentrionale del Territorio della Transbajkalia, sulla riva sinistra del fiume Kalakan da cui prendono il nome.
I Kalakanskij partono a ovest dalla sponda destra del corso inferiore del fiume Tundak (affluente del Kalakan); a nord-est proseguono verso la valle del fiume Lenger (affluente della Mokla). A sud sono delimitati dalle valli della Srednjaja Mokla (affluente dell'Olëkma) e dell'Ėl'pa (affluente della Mokla). Entro i limiti indicati, la lunghezza della catena è di circa 200 km; la larghezza va dai 25 ai 50 km. Le altezze prevalenti sono di 1 200-1 300 m, la massima è di 1 688 m.
La dorsale è composta principalmente da rocce del tardo Archeano e del Proterozoico, spezzate in alcuni punti dai granitoidi del tardo Paleozoico. Il rilievo è dominato dalle montagne di mezzo, sezionate da valli fluviali. Sulle pendici del crinale, ci sono kurum (fiumi di rocce) e affioramenti rocciosi. I paesaggi principali sono la taiga di montagna e i boschi prealpini.